# Une femme dont on parle
Pour plus de détails, voir Fiche technique et Distribution.
Une femme dont on parle (噂の女, Uwasa no onna) est un  film japonais réalisé par Kenji Mizoguchi, sorti en 1954.

## Synopsis
Hatsuko dirige une maison de geisha à Kyoto, elle est veuve. Sa fille Yukiko revient de Tokyo après une tentative de suicide, quand son amant l'a abandonné. Hatsuko est la maîtresse du jeune docteur Matoba, qui s'occupe des geishas de la maison. Le médecin est attiré par Yukiko, qui d'abord le méprise, comme tout ce qui concerne la maison des courtisanes de haut-rang (太夫, tayū) et geisha. Mais Yukiko change d'attitude ; sans le savoir, les deux femmes aiment  le même homme. 

## Fiche technique
- Titre : Une femme dont on parle
- Titre original : 噂の女 (Uwasa no onna?)
- Réalisation : Kenji Mizoguchi
- Scénario : Yoshikata Yoda et Masashige Narusawa
- Société de production : Daiei
- Musique : Toshirō Mayuzumi
- Photographie : Kazuo Miyagawa
- Montage : Kanji Sugawara
- Décors : Hiroshi Mizutani
- Pays d'origine :  Japon
- Langue originale : japonais
- Format : noir et blanc - 1,66:1 - 35 mm
- Genre : drame
- Durée : 84 minutes[1] (métrage : 10 bobines - 2290 m[1])
- Date de sortie :
  - Japon : 20 juin 1954[1]

## Distribution

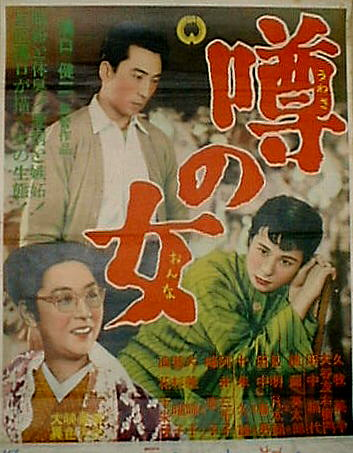
Affiche japonaise du film.

- Kinuyo Tanaka : Hatsuko Mabuchi
- Tomoemon Ōtani : Kenji Matoba
- Yoshiko Kuga : Yukiko Mabuchi
- Eitarō Shindō : Yasuichi Harada
- Bontarō Miyake : Kobayashi
- Chieko Naniwa : Osaki
- Haruo Tanaka : Kawamoto
- Hisao Toake : Yamada
- Michiko Ai : Aioi Dayu
- Sachiko Mine : Chiyo
- Kimiko Tachibana : Usugumo Dayu
- Teruyo Hasegawa : Kisaragi Dayu
- Teruko Daimi : Onoue Dayu
- Kan Ueda : Takeshita
- Saburō Date : Nakauchi
- Sumao Ishihara : le propriétaire
- Kotaro Kawada : Takejiro
- Keiko Koyanagi : Bisha Dayu
- Midori Komatsu : Okanu
- Kanae Kobayashi : Oharu
- Kyōko Hisamatsu : Oume